# Jože Funda
Jože Funda, slovenski gospodarstvenik, * 1. april 1954, Ljubljana.
Po diplomi na Višji tehnični varnostni šoli v Ljubljani se je leta 1977 zaposlil v   anhovškem Salonitu. Od leta 1989 je vodil družbo Cement, leta 1994 pa je postal generalni direktor holdinga in leta 1998 predsednik uprave delniške družbe Salonit Anhovo. 